# Kannibalen (televisieprogramma)
Kannibalen was een televisieprogramma van BNN dat voor het eerst werd uitgezonden op 27 februari 2006. Het was een improvisatieprogramma dat inging op de actualiteit.
Het programma werd gepresenteerd door Patrick Lodiers. De Kannibalen waren Eric Corton, Tina de Bruin, Jeroen van Koningsbrugge, Eva Van Der Gucht, Edo Brunner, Dennis van de Ven en Horace Cohen.
Het programma was geen groot succes en werd stopgezet. Jeroen van Koningsbrugge werd overgeheveld naar het vergelijkbare, maar wél succesvolle BNN-programma De Lama's.

## Onderdelen
- Quoteschieten
- Drie in het land
- Freeze!
- Filmladder (filmtrailer)
- Telefoonspel
- De spindoctor
- Bekentenissen
- Kannibalenjournaal
- Fotoschieten
- Meet and Greet
- Volkslied

3 op Reis ·
Afkicken ·
De allerslechtste echtgenoot van Nederland ·
Atletico Ananas ·
AVRO's Sterrenslag ·
Baby te huur ·
De Badgasten ·
De beste ·
Bitches ·
Bloed, Zweet en Luxeproblemen ·
Break Free · 
Cash Cab ·
Comedy Live ·
Costa! ·
Crazy 88 ·
Dennis en Valerio vs de rest ·
Dennis vs Valerio ·
Doe Maar Normaal ·
Egoland ·
Feuten ·
Finals ·
Floortje en de ambassadeurs · 
Floortje naar het einde van de wereld ·
Get Smarter in a Week ·
Golden Oldies ·
De Grote Donorshow ·
Hey DJ ·
Je zal het maar hebben ·
Je zal het maar zijn ·
Kannibalen ·
Katja vs Bridget ·
Katja vs De Rest ·
Kebab TV ·
De Klimaatpolitie ·
Lama gezocht ·
De Lama's ·
Lijst 0 ·
Loverboys ·
MaDiWoDoVrijdagshow ·
De Man met de Hamer ·
Mystery Party ·
De Nationale Eettest ·
De Nationale IQ Test ·
Neuken doe je zo! ·
De Nieuwste Show ·
Nu we er toch zijn ·
Onderweg naar Morgen ·
Over Mijn Lijk ·
Ranking the Stars ·
Rat van Fortuin ·
Ruben vs Geraldine ·
Ruben vs Katja ·
Ruben vs Sophie ·
Het schnitzelparadijs ·
De School ·
De slechtste chauffeur van Nederland ·
Sluipschutters ·
Smeris ·
De Social Club ·
Spuiten en Slikken ·
De Stalkshow ·
StartUp ·
Sterretje Gezocht ·
Stop in the Name of Love ·
Tessa ·
Tequila ·
Top of the Pops ·
Try Before You Die ·
Van God Los ·
Vier handen op één buik ·
VOC ·
Vrijdag op Maandag ·
Waar kan ik je 's nachts voor wakker maken? ·
Walhalla ·
Weg met BNN ·
De Zeven Zeeën